# Phytocoris rostratus
Phytocoris rostratus är en insektsart som beskrevs av Knight 1968. Phytocoris rostratus ingår i släktet Phytocoris och familjen ängsskinnbaggar. Inga underarter finns listade i Catalogue of Life.